# Asplenium affine
Asplenium affine är en svartbräkenväxtart som beskrevs av Olof Peter Swartz. Asplenium affine ingår i släktet Asplenium och familjen Aspleniaceae.

## Underarter
Arten delas in i följande underarter:
- A. a. gilpinae
- A. a. mettenii
- A. a. pecten